# هدیه کاظمی
هدیه کاظمی (زاده ۱۴ تیر ۱۳۷۳ عضو تیم ملی قایقرانی بزرگسالان ایران می‌باشد، وی ورزش شنا را از سال ۱۳۷۹ شروع کرد و تا سال ۱۳۸۷ عضو تیم شنای استان هرمزگان بود. 
او در بهمن ماه سال ۱۳۸۶ قایقرانی (کایاک) را آغاز کرد و در اردیبهشت سال ۱۳۸۷ به اردوی تیم ملی دعوت شد و تا به امروز عضو ثابت تیم ملی آبهای آرام میباشد.
وی نخستین مدال‌آور تاریخ قایقرانی آب‌های آرام بانوان ایران در آسیا در ماده کایاک ۵۰۰ متر بود که توانسته بود در مسابقات قهرمانی آسیا ۲۰۱۳ در ازبکستان برای اولین بار در تاریخ قایقرانی کشور در ماده کایاک یک‌نفره ۵۰۰ متر مدال نقره را کسب کند،
هدیه کاظمی در بهمن ماه سال ۱۳۹۳ مقطع کارشناسی رشته علوم ورزش را در دانشگاه تهران آغاز کرد و در سال ۱۳۹۸ پس از پایان آن مقطع،کارشناسی ارشد را در رشته ی فیزیولوژی ورزشی در همان دانشگاه شروع کرد و در سال ۱۴۰۱ فارغ التحصیل شد.
او دارای مدارک مربیگری متعددی از جمله شنا، قایقرانی، بدنسازی، اسکی روی آب میباشد.

## افتخارات
مدال طلا کایاک یک‌نفره ۵۰۰متر در مسابقات قهرمانی آسیا (تایلند ۲۰۲۲)
مدال طلا کایاک یک‌نفره ۲۰۰متر در مسابقات قهرمانی آسیا (تایلند ۲۰۲۲)
مدال نقره کایاک دونفره ۵۰۰متر در مسابقات قهرمانی آسیا (تایلند ۲۰۲۲)
مدال نقره کایاک دونفره ۲۰۰متر در مسابقات قهرمانی آسیا (تایلند ۲۰۲۲)
مدال نقره کایاک یک‌نفره ۵۰۰متر در بازی‌های آسیایی ۲۰۱۸ (اندونزی ۲۰۱۸)
مدال طلا کایاک دونفره ۲۰۰متر در مسابقات قهرمانی آسیا (چین ۲۰۱۷)
مدال نقره کایاک یک‌نفره ۵۰۰متر در مسابقات قهرمانی آسیا (چین ۲۰۱۷)
مدال برنز در کایاک چهارنفره ۱۰۰۰متر در مسابقات قهرمانی آسیا (چین ۲۰۱۷)
مدال برنز در کایاک چهارنفره ۲۰۰متر در مسابقات قهرمانی آسیا (چین ۲۰۱۷)
مدال نقره کایاک یکنفره ۵۰۰متر در مسابقات قهرمانی آسیا (ازبکستان ۲۰۱۳)
مدال برنز کایاک یکنفره ۱۰۰۰متر در مسابقات قهرمانی آسیا (ازبکستان ۲۰۱۳)
مدال طلا یکنفره ۵۰۰متر در مسابقات تورنومنت جهانی (آلمان ۲۰۱۲)
مدال طلا یکنفره ۲۰۰متر در مسابقات تورنومنت جهانی (آلمان ۲۰۱۲)
مدال طلا کایاک دونفره ۵۰۰متر در مسابقات قهرمانی آسیا (ایران ۲۰۱۱)
مدال طلا کایاک دونفره ۱۰۰۰متر در مسابقات قهرمانی آسیا (ایران ۲۰۱۱)
مدال برنز کایاک چهارنفره ۵۰۰متر در مسابقات قهرمانی آسیا (ایران ۲۰۱۱)